# 冬恋
『冬恋』（ふゆこい）は、加藤和樹の14枚目のシングル楽曲である。

## 概要
- アーティストデビュー10周年記念第3弾シングル。
- 前作「春恋」「夏恋/秋恋」に引き続き、シンガーソングライターのCHIHIROによる作詞曲を、加藤が歌い、命を吹き込むというコンセプトである「恋の処方箋」シリーズの最終章。[1]
- レコチョクでアルバムを購入するとボーナストラックとして限定コメントが付いてくる。[2]
- 通常盤と初回限定盤の2種類がある。初回限定盤には「冬恋」のミュージックビデオを収録したDVD付き。

## 収録曲
1. 冬恋
作詞/作曲：CHIHIRO　編曲：REO
テレビ東京系「なないろ日和!」番組テーマソング（2017年1月～3月）
2. Laugh & Peace（ALL ATTACK KK Live ver.）
作詞：加藤和樹　作曲/編曲：吉田トオル
3. 冬恋（Instrumental）※通常盤にのみ収録